# Joachim Heer
Pour les articles homonymes, voir Heer.
 (décembre 2023).
Joachim Heer est un homme politique suisse, né le 25 septembre 1825 à Glaris, décédé le 1er mars 1879 à Glaris, bourgeois de Glaris, conseiller fédéral de 1876 à 1878. Il était membre du Parti radical-démocratique.
Joachim Heer est chef de plusieurs départements entre 1876 et 1878.

## Principales fonctions et mandats

### Départements
- 1876 : Département des postes et des télégraphes
- 1877 : Département politique
- 1878 : Département des chemins de fer et du commerce

### Présidence de la Confédération
- 1877